# Powiat lwowski (Galicja)

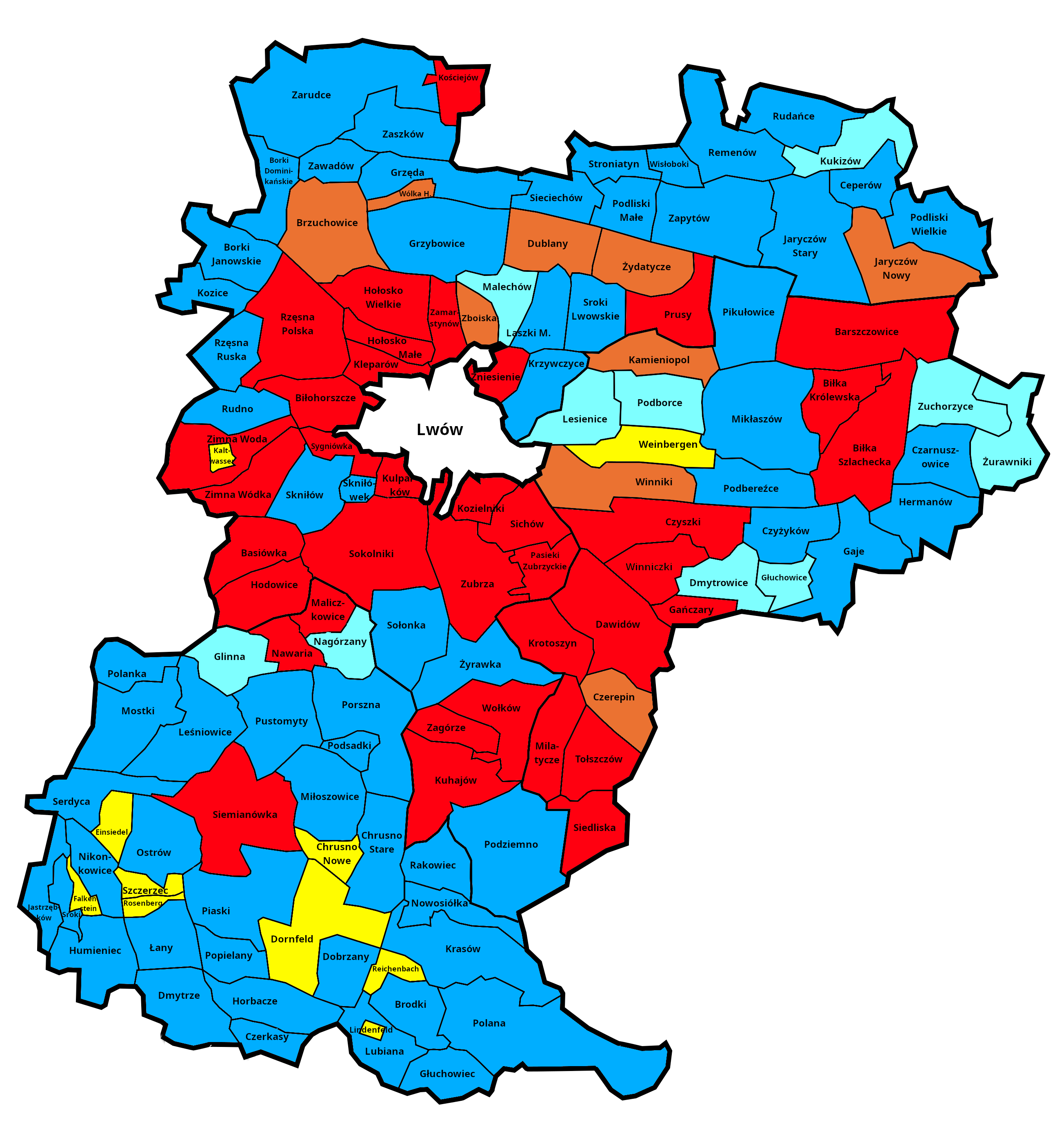
Stosunki językowe w powiecie według spisu z 1900 roku (czerwony - polskojęzyczna większość, niebieski - rusińska, żółty - niemiecka)

Powiat lwowski – dawny powiat kraju koronnego Królestwo Galicji i Lodomerii, istniejący w latach 1867–1918.
Siedzibą c.k. starostwa był Lwów. Powierzchnia powiatu w 1879 roku wynosiła 12,4991 mil² (719,2 km²), a ludność 90 257 osób. Powiat liczył 140 osad, zorganizowanych w 107 gmin katastralnych.
Na terenie powiatu działały 3 sądy powiatowe - w Winnikach, Szczercu oraz miejsko-delegowany sąd powiatowy sek. II we Lwowie.

## Starostowie powiatu
- Karol Horwath (1871)
- Paweł Kosiński (do około 1889)[1]
- Tadeusz Czarkowski-Golejewski (od około 1889 do około 1893)[2][3][4][1]
- Stanisław Grodzicki (1901–1904)

## Komisarze rządowi
- Benedykt Biernacki (1871)
- August Pius Dzieduszycki (1879)
- Wiktoryn Reichelt (1879–1882)
- Antoni Eder (1882)
- Władysław Leon Sapieha (1882)
- Władysław Pizar (1890)

## Komisarze powiatowi
- Seweryn Krechowiecki, Aleksander Tymianiecki (1917)[5]